# Horváth András (tanító)
Horvát András (szlovénül Andraš Horvat) (Alsópulya, 1744. k. – 1789. u.) horvát iskolamester, a mai Frankó-Alsópulya nevű burgenlandi horvát községből származott.

## Élete
1774 körül a Tótságba (ma a Vendvidék és Muravidék) került, ahol Felsőszölnök község iskolamestere lett, ahol szlovénok élnek még ma is. Az 1778-ból fennmaradt vizitáció szerint beszél vandálul (vendül), magyarul és latinul is. Ő tanítja a martinyai és türkei gyerekeket is, akik szintén ide jártak iskolába, a templomban pedig az istentiszteleteknél kántorként működött közre.
Házához tartozott még egy szoba, egy konyha, egy kamra és két istálló is.
1780-ból maradt fenn kézzel írt kántorkönyve, amelyben a magyarországi szlovén nyelven (vend nyelven), pontosabban annak rábamenti nyelvjárásában írt mintegy 258 éneket. Az énekeskönyvet Ivanóczy Ferenc is használta Csendlakon a 19. században.
1789-ben már nincs a faluban, de az őt követő feltehetően szintén horvát Ruzsics kántortanító szintén írt egy énekeskönyvet.